# Bohusläns lagsaga
Bohusläns lagsaga var en lagsaga som omfattade Bohuslän, och dess härader samt från 1824 även Östra Hisings härad i Västergötland.  Svensk rättegångordning infördes i Bohuslän 1681–1682 och 1681 inrättades denna lagsaga. 1718–1719 var lagsagan delad i två: Bohus läns södra lagsaga och Bohus läns norra lagsaga, och benämns ofta därefter som Bohus läns och Vikarnes lagsaga.
1824 utökades lagsagan med Östra Hisings härad. Under perioden 1837 till 1841 var lagsagan förenad med Hallands lagsaga. 1842 överfördes lagsagan till Västgöta-Dals lagsaga som då fick namnet Västgöta, Dals och Bohusläns lagsaga. Den lagsagan avskaffades sedan samtidigt med övriga lagsagor 31 december 1849.

## Lagmän
- 1681–1710: Alexander Cock
- 1710–1714: Gustaf Funck
- 1714–1730: Anders Daniel Stiernklo
- 1730–1743: Melchior Friedenreich
- 1743–1760: Carl Axel Lilliecreutz
- 1760–1772: Sten Cederfeldt
- 1772–1798: Johan Christian Thomée
- 1798–1804: Jonne L'Orange
- 1805–1824: Johan Henrik Boheman